# Kim Bo-kyung (Fußballspieler)
Kim Bo-kyung (* 6. Oktober 1989) ist ein südkoreanischer Fußballspieler.

## Karriere
Kim spielte bei der Universität Hongik, mit der er die Herbstmeisterschaft des Jahres 2008 gewann. 2009 nahm er mit Südkorea an der Junioren-Fußballweltmeisterschaft in Ägypten teil. Hier trug er mit je einem Tor gegen die USA und Paraguay dazu bei, dass die Südkoreaner bis ins Viertelfinale vorstießen, an welchem Kim wegen einer Gelbsperre nicht teilnehmen durfte.
Nach seinen starken Auftritten in Ägypten wurde der Linksfuß Anfang 2010 in die A-Nationalmannschaft berufen. Am 9. Januar 2010 bestritt er sein erstes Länderspiel gegen Sambia. Einen Monat später nahm er an der Ostasiatischen Fußball-Meisterschaft teil. Kim bereitete dort den Treffer zum 3:1-Endstand gegen Gastgeber Japan vor.
Auf Vereinsebene unterschrieb Kim Bo-kyung im Januar 2010 seinen ersten Profivertrag beim J.-League-Klub Cerezo Osaka, wurde allerdings kurz darauf an den Zweitligisten Ōita Trinita verliehen. Im Sommer 2010 stand er im südkoreanischen Kader bei der Weltmeisterschaft in Südafrika.
Im Juli 2012 wechselte Bo-kyung in die englische Football League Championship zu Cardiff City.
2012 stand er im Kader für die Olympischen Spiele und kam in fünf von sechs Spielen zum Einsatz. Im Spiel um Platz 3 konnte er mit seiner Mannschaft mit der Bronzemedaille die erste Medaille für südkoreanische Fußballspieler gewinnen. Er gewann im November 2016 die AFC Champions League 2016 mit Jeonbuk Hyundai Motors.

## Erfolge
- Bronzemedaille bei den Olympischen Spielen 2012
- AFC Champions League: 2016 mit Jeonbuk Hyundai Motors